# Herpes simplex virus
Simplexvirus, dříve Herpes simplex virus (HSV), je rod virů zahrnující Herpes simplex virus 1 a Herpes simplex virus 2 (HSV-1 a HSV-2), dva druhy virů z čeledi herpetických virů, které způsobují u lidí infekce. Tento rod obsahuje i druh BoHV-2, který napadá skot. Stejně jako ostatní herpesviry způsobuje HSV celoživotní infekci. Označují se rovněž jako Lidský herpesvirus 1 a 2 (anglicky: Human Herpes Virus 1 a 2, tedy HHV-1 a HHV-2). Společně s rody Varicellovirus, Mardivirus a Iltovirus patří do podčeledi Alphaherpesvirinae.

## Virologie

### Morfologie
Simplexvirus je obalený virus s amorfním tegumentem, sférickým až vícetvarým kapsidem tvořeným 162 kapsomerami. V průměru má 150-200 nm, glykoproteinové komplexy jsou součástí membránového obalu.

### Genom
Genom je nesegmentovaná, lineární dvoušroubovicová DNA o délce 152 kb obsahující ukončující a vnitřní repetitivní sekvence.

### Genová exprese
Každý virový transkript je většinou pro jeden protein přičemž obsahuje promotorovou/regulační sekvenci, TATA box, vedoucí sekvenci 30-300 bp (nepřekládána) na 5' konci, ukončovací nepřekládanou sekvenci 10-30 bp na 3' konci a poly A signál. Mnoho genů se překrývá, vir obsahuje jen pár oddělených. Některé ORF jsou navzájem protichůdné, některé mohou být transkribovány z více promotorů a některé geny jsou nekódující.
Genom obsahuje 3 typy genů: bezprostřední, rané a pozdní. Bezprostřední jsou transkribovány okamžitě po infekci a zajišťují expresi raných genů kódující proteiny nezbytné pro replikaci. Pozdní geny většinou kódují strukturní proteiny. Geny exprimované během latentní fáze jsou řazeny do zvláštní kategorie.
Virové proteiny VHS a ICP27 se zaslouží o zastavení buněčné translace, čímž zajistí cílené upřednostnění virových proteinů nad buněčnými. VHS (nachází se na 17. genu, tvoří jej 455 aminokyselin ) je endoribonukleáza, která štěpí hostitelskou mRNA v cytoplasmě, čímž zajistí dostatek nukleotidů pro syntézu virové mRNA, kdežto ICP27 (nachází se v ORF4, tvoří jej 452 aminokyselin ) je bezprostřední protein, který se zaslouží o aktivaci transkripci jistých brzkých, raných i pozdních proteinů.

### Životní cyklus
Replikace probíhá v jádře. Může probíhat lýtickou nebo latentní cestou.

#### Lýtická cesta
1. Virus se na hostitelské receptory naváže přes gB, gC, gD a gH.
2. Membrána viru sfúzuje s membránou buňky a vypustí tak virové jádro a tegumentární proteiny do cytoplasmy.
3. Kapsid je transportován k jadernému póru, kde je v DNA vypuštěna dovnitř.
4. Jsou exprimovány bezprostřední geny, které zahájí exprimaci raných genů.
5. Pomocí hostitelské polymerázy II je transkribována raná virová mRNA, která je přenesena do cytoplasmy a podle ní se translatují rané proteiny.
6. Rané proteiny se účastní replikace DNA a tak jsou přeneseny zpět do jádra.
7. Syntéza velkého množství vDNA pomocí virové DNA dependentní DNA polymerázy.
8. Pomocí hostitelské polymerázy II je transkribována pozdní virová mRNA, která je přenesena do cytoplasmy a podle ní se translatují pozdní proteiny.
9. Pozdní proteiny jsou strukturní složky virového jádra a tak jsou přeneseny zpět do jádra.
10. Viriony vypučí jadernou membránou, která byla obohacena o herpetické glykoproteiny skrze Golgiho aparát a nakonec jsou uvolněny skrz plasmatickou membránu.

Při lýtické cestě virus preferuje epiteliální slizniční buňky.

#### Latentní cesta
Replikace viru je v tandemu s replikací hostitelské buňky.

### Rody
- HSV-1 je původcem oparu na rtech (opar se však může objevit i jinde na kůži). Virus zůstává v těle člověka i po odeznění oparu v latentní (skryté) formě a v závislosti na spouštěči může být znovu aktivován. Mezi spouštěče patří stres, opalování či horečka. K přenosu dochází prostřednictvím slin.[4]
- HSV-2 , jinak též genitální herpes, je původcem genitálních oparů. Pokládá se za sexuálně přenosnou nemoc při pohlavním styku, ale přenáší se také při porodu z matky na dítě.[4] Projevuje se jako bolestivé puchýřky v oblasti genitálií: na žaludu penisu, stydkých pyscích či kolem řitního otvoru. Podobně jako opar na rtu nejde zcela stoprocentně vyléčit. Většinou se musí pacient smířit s tím, že se mu bude pravidelně vracet.

## Detekce HSV 1 a HSV 2
Primární infekce virem herpes simplex typu 1 a 2 je obvykle asymptomatická, nebo se projevuje nespecifickými příznaky jako faryngitida, specifická gingivostomatitida, nebo orálními či genitálními lézemi. Po infekci HSV je navozena latentní infekce, která může být kdykoliv reaktivována, obvykle po nějaké aktivizující události. Reaktivace latentní infekce HSV je spojena s periodickým výskytem herpetických lézí v místě vstupu viru do organismu. U novorozence, který při porodu přijde do styku s aktivními lézemi, se může vyvinout vážné onemocnění, postihující centrální nervový systém (encefalitida, meningitida vyvolaná HSV), ústa, oči (keratinokonjuktivitida), nebo kůži (generalizovaná keratinitida). Virus může způsobit vážnější komplikace u pacientů s vrozenou nebo získanou imunodeficiencí. Infekce HSV je rizikovým faktorem pro infekci HIV.Detekce IgG protilátek slouží k určení imunitního statutu organismu při vyšetření jednoho vzorku séra, nebo jako diagnostická metoda pro stanovení primoinfekce, analyzují-li se párová séra odebraná v intervalech 1–2 týdnů. Detekce IgM protilátek slouží jako důkaz primární infekce. Je však třeba mít na zřeteli skutečnost, že IgM se může tvořit de novo i po reaktivaci latentní infekce HSV.

## Epidemiologie
Tento rod je rozšířen po celém světě. Způsobuje slizniční vředy a kožní puchýřky, vzácně encefalitidu nebo meningitidu (zvláště u novorozenců). Při nákaze během těhotenství může dojít ke kongenitálnímu herpesu, jehož důsledkem je vážné poškození plodu. V případě projevů genitálního herpesu na konci těhotenství se přistupuje k císařskému řezu, aby nedošlo k přenosu infekce na dítě. Vakcína neexistuje, existují ovšem látky (aciclovir, valacyclovir,...), které jsou aktivované enzymy nacházející se jen v buňkách napadených virem. Jsou proto efektivní pouze proti replikujícímu se viru, na viry v latentní fázi nemají valný efekt.

## Využití v onkologii
Na přelomu 10. a 20. let 21. století začal být modifikovaný virus Herpes simplex využíván v látce T-Vec zaměřené proti rakovině kůže v pokročilém stupni. V roce 2022 začala být testována na pacientech nová modifikace viru. Látka pojmenovaná RP2 měla v prvotních testech na pacientech s různými typy rakoviny velmi slibné výsledky. Vir působí na nádory dvěma způsoby - jednak buňky po jeho vniknutí praskají, jednak se aktivuje imunitní systém.